# Cantón de Nontron
El cantón de Nontron era una división administrativa francesa, que estaba situada en el departamento de Dordoña y la región de Aquitania.

## Composición
El cantón estaba formado por quince comunas:
- Abjat-sur-Bandiat
- Augignac
- Connezac
- Hautefaye
- Javerlhac-et-la-Chapelle-Saint-Robert
- Le Bourdeix
- Lussas-et-Nontronneau
- Nontron
- Saint-Estèphe
- Saint-Front-sur-Nizonne
- Saint-Martial-de-Valette
- Saint-Martin-le-Pin
- Savignac-de-Nontron
- Sceau-Saint-Angel
- Teyjat

## Supresión del cantón de Nontron
En aplicación del Decreto n.º 2014-218 de 21 de febrero de 2014, el cantón de Nontron fue suprimido el 22 de marzo de 2015 y sus 15 comunas pasaron a formar parte del nuevo cantón de Périgord Verde de Nontron.